# 臺北市私立文德女子高級中學
臺北市私立文德女子高級中學，簡稱文德女中，是臺灣臺北市內湖區一所私立女子高級中學，由天主教耶穌聖嬰方濟修女會所創辦。2023年由於學生人數長期過少（63名），因此董事會決議將從2023年8月1日（112學年度）起停招。

## 校名由來
為紀念13世紀的義大利樞機主教聖文德而取名文德。

## 跨校教學合作
- 美国加州阿卡迪亞市浩瀚私立實驗中學（Excelsior School）[3]

## 外部連結
- 臺北市私立文德女子高級中學 （页面存档备份，存于）
- 校長室-校訓 （页面存档备份，存于）